# Rincón de los canallas
El Rincón de los canallas fue un restaurante en Santiago de Chile, fundado en plena dictadura militar por opositores a Augusto Pinochet.

## Historia
Comenzó en 1980, como centro de reuniones de amigos durante el toque de queda, funcionando en un local de calle San Diego, en el centro de Santiago. Al ser un local clandestino, los pocos clientes, por seguridad, evitaban llamarse entre ellos por sus nombres, prefiriendo tratarse como «canallas». Una versión dice que el uso de la palabra «canallas» derivó del nombre por el cual Augusto Pinochet llamaba a los votantes del «No» en el plebiscito de 1980. Ello significó que los clientes del restaurante asumieran dicho apelativo con orgullo, y se autodenominaban de esta forma cuando se encontraban en este lugar.
Aprovechando las radioemisoras de oposición, los «canallas» se dictaban contraseñas para ingresar al restaurante (bajo el código «canalla llamando a canalla»), y así intentar evitar el acoso de los agentes del gobierno, aunque igual el lugar sufrió atentados, allanamientos, detenciones, multas, y finalmente fue clausurado por las autoridades, debiendo cerrar el 31 de diciembre de 1983.

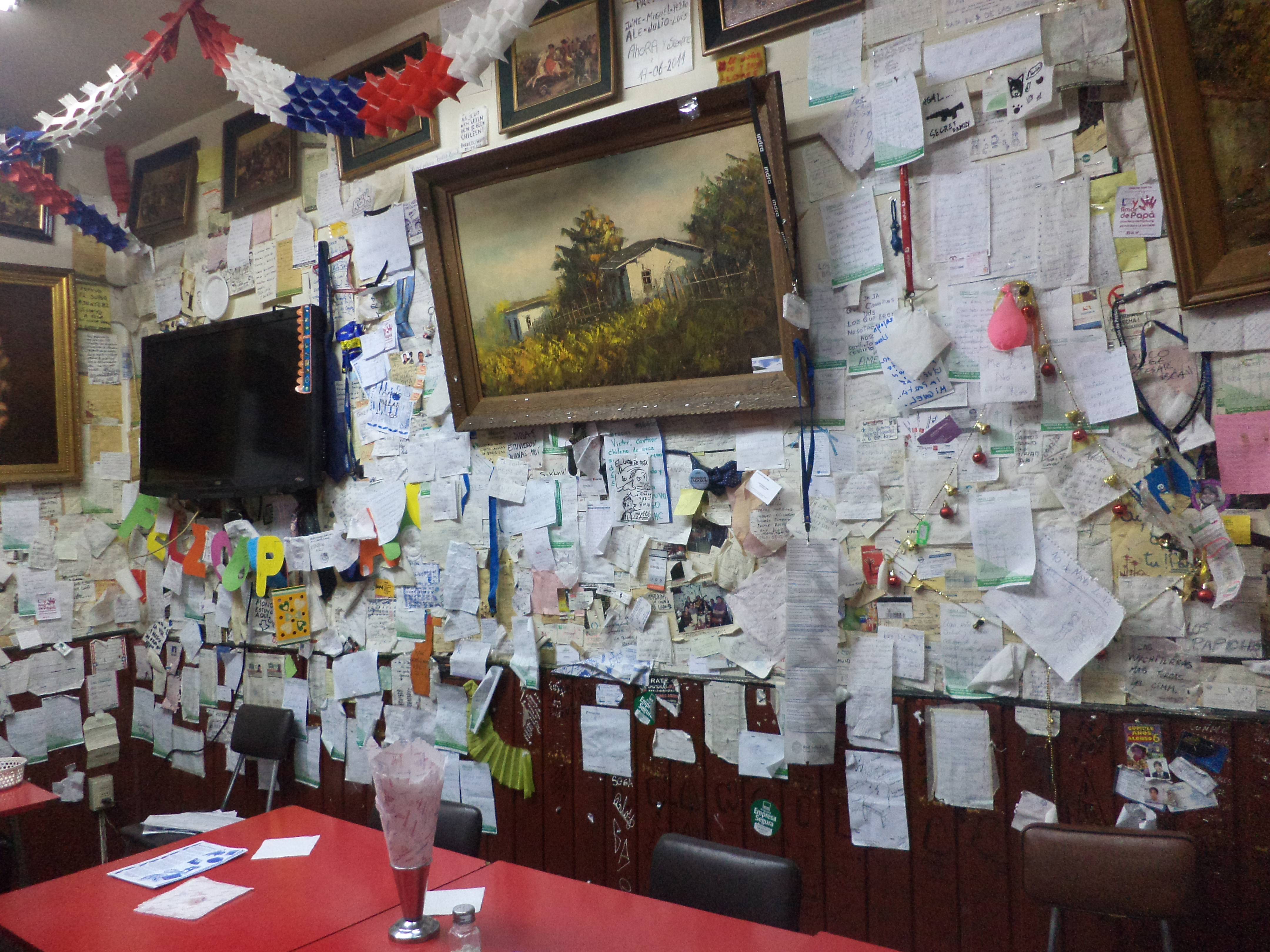
Las paredes del restaurante están repletas de tarjetas, escritos, fotos y otros objetos testimoniales.

Fueron sus propios clientes quienes hicieron colectas para apoyar al dueño del restaurante, Víctor Painemal, a su reapertura, llegando incluso dinero desde el extranjero. De esta forma el restaurante pudo volver a funcionar el 20 de mayo de 1984. A pesar de nuevas detenciones, allanamientos y multas, el restaurante logró sobrevivir hasta la llegada de la democracia en 1990. Dejó de usarse contraseña para ingresar y debió emigrar a su locación actual en Tarapacá 810.
En 2018 se publicó en la prensa que el inmueble donde funcionaba había sido vendido a una inmobiliaria, y que su inquilino  buscaba un nuevo lugar. Sin embargo, el restaurante se mantuvo en Tarapacá 810 , inmueble hoy demolido . En noviembre de 2019, su dueño, Víctor Painemal, falleció, dejando el local a cargo de sus hijos. Meses después, el 8 de abril de 2020, un incendio destruyó casi completamente el primer piso del inmueble . Meses más tarde sus hijos logran reinstalar el local en la calle Bascuñán Guerrero, pero las deudas y la crisis económica provocada por la pandemia y el estallido social afectaron gravemente la existencia de este emblemático restaurante, provocando su cierre definitivo.

## Características
El restaurante se especializaba en comida chilena tradicional. Sus paredes estaban adornadas profusa y desordenadamente con papeles escritos entre regalos, fotografías, cuadros y relojes, creando un ambiente sobrecargado. Sus mesas grandes daban cuenta de la preferencia de ser visitada por grupos de amigos. La música era comúnmente de canciones de protesta. Sus meseros trataban como «canallita» a sus clientes sin que, obviamente, signifique algo peyorativo.